# تیپ ۳۸۸ پیاده مکانیزه ایرانشهر
تیپ ۳۸۸ پیاده مکانیزه ایرانشهر یا تیپ ۳۸۸ شهید حیدر شهرکی نزاجا تیپ پیاده‌نظام مکانیزه وابسته به نیروی زمینی ارتش ایران و تحت امر لشکر ۸۸ زرهی زاهدان است. تیپ ۳۸۸ زرهی در خلال جنگ ایران و عراق از یگان‌های عمل‌کننده ارتش جمهوری اسلامی ایران بود.

## خدمات
پس از وقوع سیل در ۱۹ دی ماه سال ۱۳۹۸ با درخواست ستاد بحران منطقه جنوب شرق و برابر اوامر سلسله مراتب فرماندهی با تمامی امکانات و تجهیزات به مناطق چابهار و کنارک اعزام شدند.

## فرماندهی
| درجه         | فرمانده           | تاریخ انتصاب | توضیحات |
| ------------ | ----------------- | ------------ | ------- |
| سرتیپ ۲      | بهنام علی نیا     |              |         |
| سرتیپ ۲      | علی فتاحی         | ۱۳۹۵         | [ ۵ ]   |
| سرتیپ ۲      | عباس ملکی زاده    |              |         |
| سرتیپ ۲ ستاد | محمدرضا نژادسروری |              |         |